# Eupithecia discretata
Eupithecia discretata es una especie de polilla de la familia Geometridae. La especie fue descrita por primera vez por William Warren habiendo sido descrita en 1907, con distribución en Perú. El sintipo de la especie fue descrita en el sector Santo Domingo de la Provincia de Carabaya a aproximadamente 6500 pies (1981,2 m) de altitud.

## Descripción
Es una polilla pequeña con una envergadura de 18 milímetros (0,7 plg). El ala anterior es blanco opaco con líneas y matices de color grisáceo con un tinte rojizo hacia el margen exterior. Cuenta con dos bandas oscuras excurvadas, cada una de dos líneas y que limitan la fascia central, la cual a su vez contiene en su centro blanco la mancha celular oscura bastante prominente. El ala trasera es blanquecina, con líneas grises transversales oscuras y una mancha celular gris.
La parte inferior de las alas anteriores es gris, la parte inferior del ala trasera es blanquecina. La cabeza, tórax y abdomen son blancos, este último con el segundo segmento y el segmento preanal del dorso de color rufo. Los palpos son gris.